# Église de l'Emm

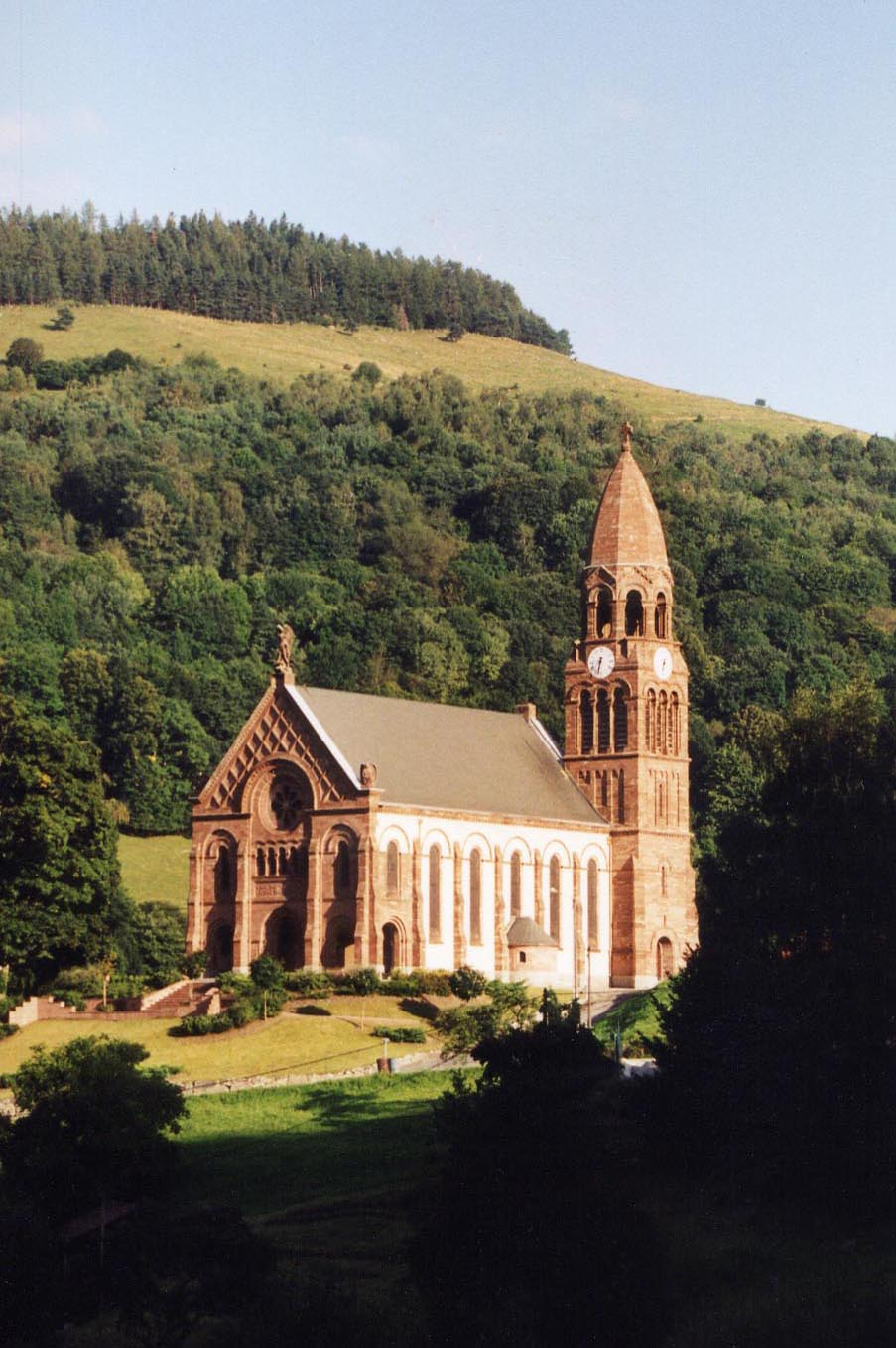
L'église de lEmm.

L’église de l’Emm est à la fois l’église paroissiale de Metzeral-Sondernach (Saint-Blaise), le lieu d’un pèlerinage séculaire dédié à la Vierge (sous deux vocables : Notre-Dame-des-Sept-Douleurs et Notre-Dame-des-Neiges) et enfin un mémorial consacré aux soldats de la Grande Guerre tombés en Alsace et dans les Vosges.
La dénomination d’Emm provient du nom de la colline sur laquelle est juché le sanctuaire, évoquant la légende d’Emma et Roland de Roncevaux.

## L’église-mémorial de l’Emm
Merveilleusement située en fond de vallée et au centre d'un site exceptionnel, cette église-mémorial est consacrée aux morts de la guerre de 1914-1918 dans les Vosges et notamment à ceux tombés lors de la très meurtrière bataille de Metzeral en juin 1915. Une dédicace en lettres majuscules se détache de l'harmonieuse façade : "À nos vaillants soldats, l'Alsace reconnaissante".

### Histoire
L'actuelle église-mémorial de l'Emm, bâtie sur le site même d'une ancienne chapelle datant du XVe siècle, détruite au cours des affrontements de la bataille de Metzeral, est l'œuvre d'un homme exceptionnel : le curé-bâtisseur Martin Béhé.

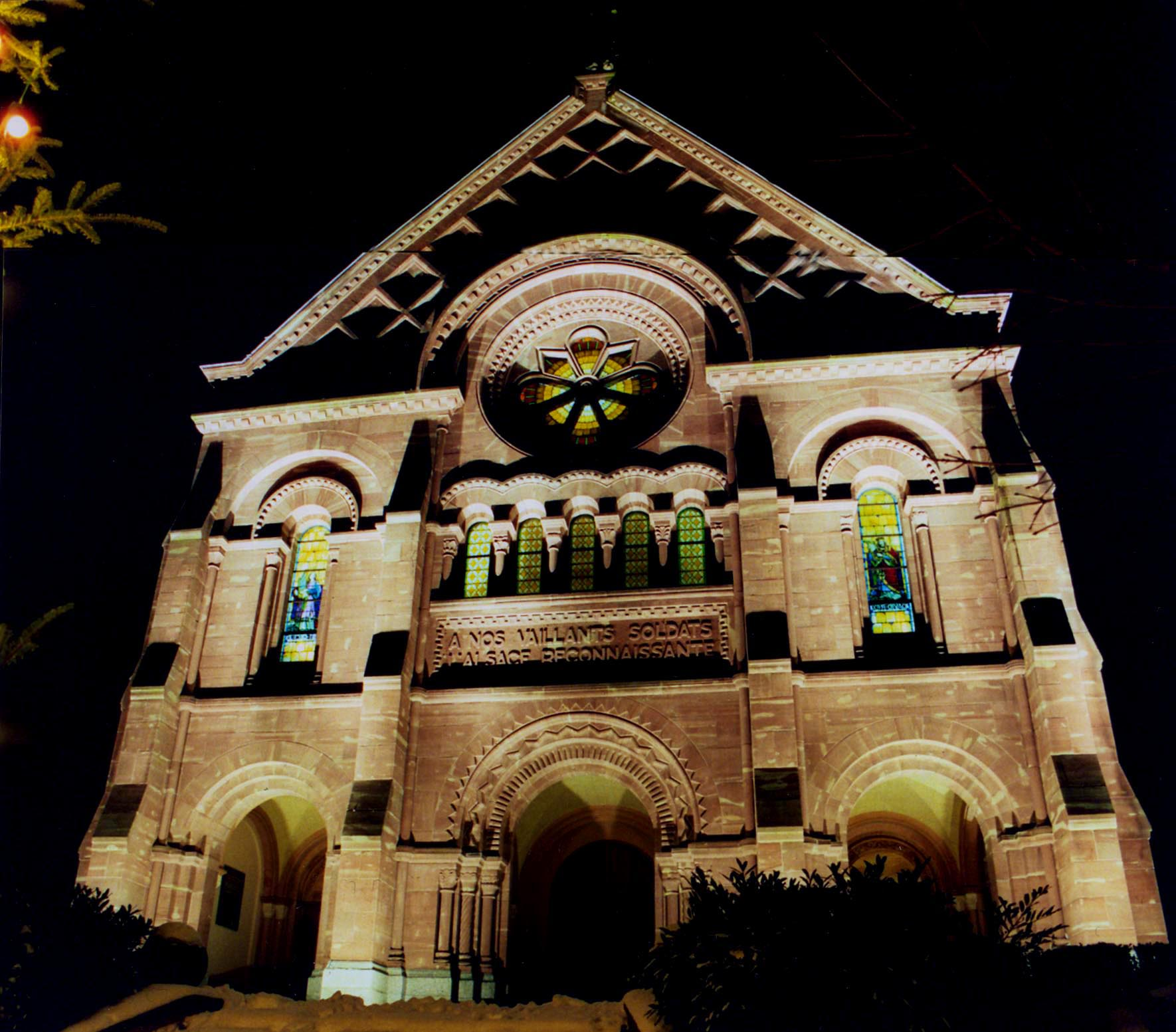
L'église de lEmm illuminée.

Arrivant dans la vallée, il découvre un paysage encore marqué par la guerre. "Pour ce motif et parce que centre des champs de bataille des Vosges et gardienne fidèle des tombes de nos soldats, Metzeral était tout désigné pour avoir sur son sol cette église votive que la générosité des familles éprouvées d'Alsace et de France avait voulu élever à la mémoire de leurs fils, de leurs époux, de leurs pères tombés sur les cimes des Vosges et reposant paisiblement dans les cimetières militaires si nombreux des alentours".
De 1922 à 1923, se constitue un comité de l'œuvre du Souvenir Alsacien, sous le haut patronage de Mgr Ruch, évêque de Strasbourg et du général de Pouydraguin, ancien commandant de la 47e division et ancien gouverneur militaire de Strasbourg, dans lequel on trouve des personnalités appartenant à toutes les régions de France. Des ventes de charité sont organisées dans les grandes villes de France (Paris, Lyon et Bordeaux) ainsi qu'à l'étranger (notamment en Suisse). 
La consécration de l'édifice a lieu le 4 octobre 1931 et celle des cloches le 3 juillet 1932, cérémonies toutes deux en présence de Mgr Ruch, du général de Pouydraguin, de madame la général Serret et de nombreuses autres personnalités.

### Description
Extérieur

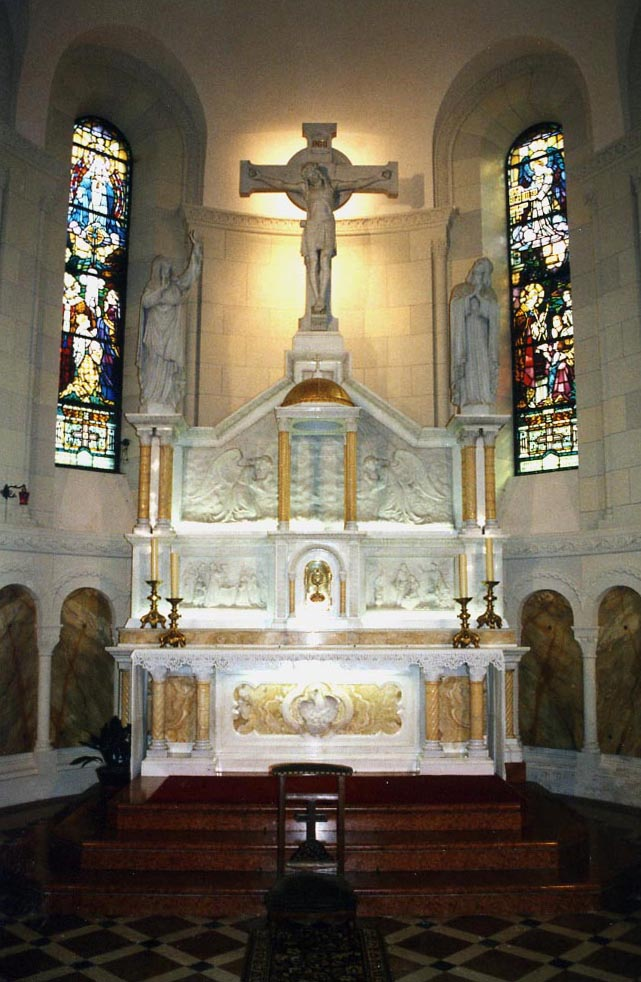
La maître-autel en marbre de Carrare. Œuvre du sculpteur italien, Gino Cavallini (Pove).

À l'extérieur, le matériau dominant est le grès rose des Vosges des carrières Rauscher d'Adamswiller dans le Bas-Rhin dont fut faite la cathédrale de Strasbourg. Le clocher massif, rappelle la tour de l'ancienne chapelle de Fourvière, souvenir d'une vente de Charité au profit de l'église en 1926 et abrite quatre cloches (classées), dont la sonnerie imposante « captive, remue et élève l'âme vers Dieu ». Le bourdon (Do – 2 400 kg), clef de voûte d'un carillon en ut majeur, rappelle l'envolée sourde et majestueuse du bourdon de l'ossuaire de Douaumont.
Intérieur
L'intérieur du sanctuaire dégage une même force, à la fois solennelle et simple, de juste harmonie des formes. Chef-d'œuvre de l'église, le maître-autel est fait de marbre blanc de Carrare que surmonte un calvaire grandeur nature. Le long de la nef, dans les arcades de 1,80 m de haut, sont placées des plaques de marbre jaune de Sienne sur lesquelles sont gravés les noms des soldats tombés dans les Vosges.
Au centre de la nef, la chapelle du pèlerinage abrite une Pietà de Notre-Dame des Sept Douleurs datée du XVIe siècle. Volée en 1764, elle a été retrouvée en 1944.
L'aspect intérieur général de l'église est admirablement rehaussé de vitraux de grande qualité réalisés par la Maison Ott Frères de Strasbourg. Un vitrail en particulier rappelle la vocation du sanctuaire, église-mémorial : au-dessus de la chapelle latérale le vitrail dit « du  Souvenir ». On peut y voir un soldat mourant dans les bras d'un aumônier auquel un ange apporte la couronne des élus. 
À signaler enfin que, depuis juillet 2005, l’église de l’Emm s’est dotée d’un nouvel orgue venu remplacer l’ancien orgue provisoire installé en 1950. Le nouvel instrument a été réalisé par le maître facteur d’orgues Hubert Brayé de Mortzwiller et comporte 20 jeux sur 2 claviers et pédale. La construction de cet instrument s’inscrit dans le cadre d’une redynamisation et mise en valeur de l’édifice (organisation de concerts, manifestations diverses…).
Le 2 mai 2016, plus de 70 ans après les derniers inscrits, le nom du commandant Charles Barberot a été gravé dans l'église. Une inauguration a eu lieu  le 8 juillet 2017.

## La légende d’Emma et Roland de Roncevaux
De la Chanson de Roland est née une douce et aimable légende qui se rattache à l’ancienne chapelle de l’Emm, devenue aujourd’hui, à la suite de la guerre, l’église votive de Metzeral-Sondernach. Voici la légende. Ici, comme ailleurs, du reste, l’histoire et la légende s’entremêlent et se complètent.
Charlemagne, l’illustre empereur, était non moins grand chasseur et, durant ses rares moments de repos, il trouvait son délassement favori dans la poursuite du gibier des Vosges. 
A l’une de ces chasses, organisée dans ses vastes propriétés du Val Saint-Grégoire, et dont l’issue faillit être fatale à la famille impériale, assistaient, avec une suite nombreuse, la princesse Emma, nièce de l’empereur, et le chevalier Roland, son neveu.
La princesse, armée de son arc richement ciselé, était postée aux bords de la Fecht. Un formidable concert, où les sons vibrants des cors de chasse se mêlaient aux aboiements sauvages d’une meute nombreuse, battait son plein. Soudain, un énorme ours déboucha d’un chemin aboutissant à la rivière. L’animal se dirigeait exactement dans la direction de la jeune chasseresse. Assurément, il voulait se jeter à l’eau, comme le font les malheureuses bêtes traquées dans les chasses à courre. Sans hésiter, et d’une main sûre, la princesse visa l’animal au cœur et le transperça d’une flèche. Fou de douleur et apercevant son ennemie, il se lança sur elle. La jeune fille allait être renversée par cette masse énorme lorsque l’ours roula foudroyé ; un cavalier ayant vu le drame, s’était précipité au bas de son cheval et venait de plonger jusqu’à la garde son couteau de chasse dans le cœur du monstre.
Remise de son émotion, la princesse tendit sa main au courageux chasseur : « Comment vous remercier, beau cousin, de m’avoir sauvé la vie ? ». Le hardi chasseur, en effet, n’était autre que le chevalier Roland. Il prit la main tendue et répondit, profondément ému : « En m’accordant la main qu’avec bonheur je tiens dans la mienne !... »
Les fiançailles furent célébrées avec grande solennité. Puis, Charlemagne partit, avec ses douze pairs, à la tête d’une formidable armée contre les Basques, en Espagne. Après de rudes et fortes batailles, l’empereur, d’abord victorieux, rentra en France, laissant son neveu, avec 12 000 hommes, à l’arrière-garde. Attiré dans un guet-apens, Roland succomba au val de Roncevaux le 15 août 778.
Emma ne se consola jamais de la mort de son fiancé et mourut pieusement, après avoir fait ériger, sur la colline de l’Emm, en souvenir de Roland, un ermitage, dont elle confia la garde à un pieux ermite.
Et depuis, ajoute la légende, chaque soir, à l’heure de minuit, par les nuits sereines, l’âme d’Emma, telle une blanche vision, plane autour de la colline et fait entendre une plainte émouvante à l’adresse du vaillant soldat qu’elle pleure toujours. Et Roland, sur un cheval blanc, à la même heure, traverse les nuées, vient à sa rencontre et renouvelle avec sa fiancée leur ascension vers le ciel.

## Association
- Les Amis de l’Emm (organisation de manifestations culturelles autour du nouvel orgue de l'église de l'Emm).